# Vládní zmocněnec pro lidská práva
Vládní zmocněnec pro lidská práva je funkce zřizovaná Úřadem vlády České republiky. Náplní této funkce je prosazování a ochrana lidských práv a koordinace souvisejících procesů a činností.

## Kompetence
Vládní zmocněnec usiluje o ochranu lidských práv, jako je to zakotveno v Listině základních práv a svobod, o rovnost mužů a žen, práva menšin, ať už jde o romské či jiné národnostní menšiny, také například o osoby se zdravotním postižením.
Vládní zmocněnec působí jako člen vládních rad a spolupracuje se státní správou, nevládními organizacemi a odborníky. Sleduje a vyhodnocuje plnění mezinárodních závazků ČR v oblasti lidských práv. Rozvíjí strategie ochrany lidských práv, navrhuje opatření na podporu ohrožených skupin, podporuje rovné zacházení a předchází negativním společenským jevům.
Ke své funkci se těmto oblastem věnuje také členstvím v radách vlády, kde mu náleží role místopředsedy, konkrétně:
- Rada vlády pro lidská práva
- Rada vlády pro rovnost žen a mužů
- Rada vlády pro záležitosti romské menšiny
- Rada vlády pro národnostní menšiny
- Rada vlády pro nestátní neziskové organizace
- Vládní výbor pro osoby se zdravotním postižením

## Úřadující vládní zmocněnec
Od 11. května 2022 je ve funkci vládní zmocněnkyně pro lidská práva Mgr. Klára Šimáčková Laurenčíková. Jmenována byla vládou Petra Fialy a ve funkci nahradila Helenu Válkovou, která rezignovala k 31. lednu 2022.
Laurenčíková je speciální pedagožka, od 21. února 2023 zastává také funkci národní koordinátorky pro adaptaci a integraci uprchlíků z Ukrajiny a náměstkyně ministra pro evropské záležitosti. V minulosti působila mimo jiné jako náměstkyně ministra školství, mládeže a tělovýchovy (2009–2010). Je předsedkyní Vládního výboru pro práva dítěte a předsedá České odborné společnosti pro inkluzivní vzdělávání. Externě vyučuje na Katedře speciální pedagogiky Pedagogické fakulty Univerzity Karlovy. Je spoluzakladatelkou iniciativy Dobrý start, zaměřené na systémovou podporu ohrožených dětí, rozvoj pěstounské péče a ukončení ústavní péče v kojeneckých ústavech.

## Historie
Funkce vládního zmocněnce pro lidská práva vznikla 9. září 1998. Od té doby byla přerušena na dobu pěti let, a to mezi roky 2013 a 2018. Do roku 2025 post vládního zmocněnce pro lidská práva vykonávalo 9 pověřených osob.
Vládní zmocněnci a zmocněnkyně pro lidská práva a jejich funkční období v historii České republiky:
| Petr Uhl                          | 1998–2001    |
| Jan Jařab                         | 2001–2004    |
| Svatopluk Karásek                 | 2004–2006    |
| Ing. Jan Litomský                 | 2006–2010    |
| Michael Kocáb                     | 2010         |
| Mgr. Monika Šimůnková             | 2011–2013    |
| Mgr. Martina Štěpánková MPA       | 2018–2019    |
| Prof. JUDr. Helena Válková, CSc.  | 2019–2022    |
| Mgr. Klára Šimáčková Laurenčíková | 2022–doposud |

## Související instituce
- Veřejný ochránce práv – nezávislý orgán ochrany před nezákonným nebo diskriminačním jednáním veřejné správy

- Ministerstvo spravedlnosti České republiky – zajišťuje legislativní rámec ochrany lidských práv a dohled nad jejich dodržováním ve vězeňství a justici
- Úřad vlády České republiky – zajišťuje administrativní a odbornou podporu vládnímu zmocněnci pro lidská práva a souvisejícím agendám

- Úřad vysokého komisaře OSN pro lidská práva (OHCHR) – hlavní orgán OSN pro ochranu a prosazování lidských práv na mezinárodní úrovni; ČR s tímto úřadem spolupracuje při plnění svých závazků